# Hiei (thiết giáp hạm Nhật)
Hiei (tiếng Nhật: 比叡) là một thiết giáp hạm thuộc lớp Kongō của Hải quân Đế quốc Nhật Bản, được đặt tên theo đỉnh núi Hiei ở phía Đông Bắc Kyoto. Trước năm 1940, nó được xếp loại như là một tàu chiến-tuần dương; và sau khi được hiện đại hóa thành một thiết giáp hạm và tham gia Thế Chiến II, nó bị đánh chìm trong trận Guadalcanal năm 1942.

## Thiết kế và chế tạo
Hiei được đặt lườn bởi Quân xưởng Yokosuka vào ngày 4 tháng 11 năm 1911, được hạ thủy vào ngày 21 tháng 11 năm 1912 và hoàn tất vào ngày 4 tháng 8 năm 1914. Cho đến tận năm 1931 nó được xếp loại như một tàu chiến-tuần dương.
Sau khi Thế Chiến I kết thúc, các nồi hơi của nó được nâng cấp để có tốc độ nhanh hơn và được bổ sung thêm đai giáp để phòng vệ chống ngư lôi tốt hơn. Kongō và Hiei tương đối nhanh so với một chiếc thiết giáp hạm, vì chúng có thể theo kịp các đội đặc nhiệm tàu sân bay, mà cả hai chiếc thường đi kèm theo. Tuy nhiên, thiết kế tương đối cũ làm cho chúng không hiệu quả để chống lại máy bay, và cả hai đều không được trang bị radar tầm soát trên không.

## Lịch sử hoạt động
Từ năm 1932 đến năm 1940, Hiei trở thành một tàu huấn luyện theo những điều khoản của Hiệp ước Hải quân London. Nó được tháo dỡ một phần vũ khí và vỏ giáp (tháp súng phía sau và vỏ giáp bên hông). Tốc độ của nó cũng bị giảm đi.
Sau khi được hiện đại hóa vào năm 1940, vũ khí và vỏ giáp được tái trang bị; và Hiei cũng được hiện đại hóa giống như những chiếc còn lại trong lớp Kongō, và lại trở thành một thiết giáp hạm. Hiei có nét độc đáo hơn những chiếc tàu chị em với nó, vì trong những năm trước chiến tranh, nó là chiếc tàu được Nhật hoàng Hirohito (Showa) chọn lựa để đi duyệt Hạm đội Liên Hợp trong các buổi duyệt binh. Nó còn được trang bị một thượng tầng kiến trúc và cột buồm hiện đại hơn, được lựa chọn để thử nghiệm thiết kế cột buồm mới dạng "tháp" mà sau này sẽ trở thành đặc trưng của lớp Yamato mới.
Hiei đã đi cùng với Lực lượng Đặc nhiệm tàu sân bay trong cuộc tấn công vào hạm đội Mỹ tại Thái Bình Dương tại Trân Châu Cảng ngày 7 tháng 12 năm 1941; đã giúp đánh chìm chiếc tàu khu trục Edsall vào ngày 1 tháng 3 năm 1942; cùng với Lực lượng Đặc nhiệm tàu sân bay tham gia trận không kích Ấn Độ Dương chống Hạm đội Viễn Đông Anh Quốc trong tháng 4 năm 1942; hộ tống cho lực lượng đổ bộ trong trận Midway vào tháng 6 năm 1942, tham dự trận Đông Solomons vào tháng 8 năm 1942 và trận chiến quần đảo Santa Cruz vào tháng 10 năm 1942.
Trong trận hải chiến Guadalcanal vào ngày 13 tháng 11 năm 1942, Hiei đặt dưới quyền chỉ huy của Thuyền trưởng Nishida Masao và mang cờ hiệu của Phó đô đốc Abe Hiroaki, được giao nhiệm vụ cùng chiếc thiết giáp hạm Kirishima nhiệm vụ đánh phá sân bay Henderson nhằm vô hiệu hóa nó. Bị đánh chặn bởi một lực lượng đặc nhiệm tàu tuần dương Hoa Kỳ, nó trúng phải 30 phát đạn pháo 203 mm (8 inch) từ các tàu tuần dương San Francisco và Portland, cùng nhiều phát đạn 127 mm (5 inch) từ các tàu tuần dương phòng không và tàu khu trục. Hệ thống kiểm soát hỏa lực cho dàn pháo chính và pháo hạng hai của nó bị đánh hỏng, cấu trúc thượng tầng bị bốc cháy và 188 thành viên thủy thủ đoàn thiệt mạng. Quan trọng hơn cả là hệ thống lái của nó cũng bị hư hại khiến nó không thể rút lui trong đêm đó. 

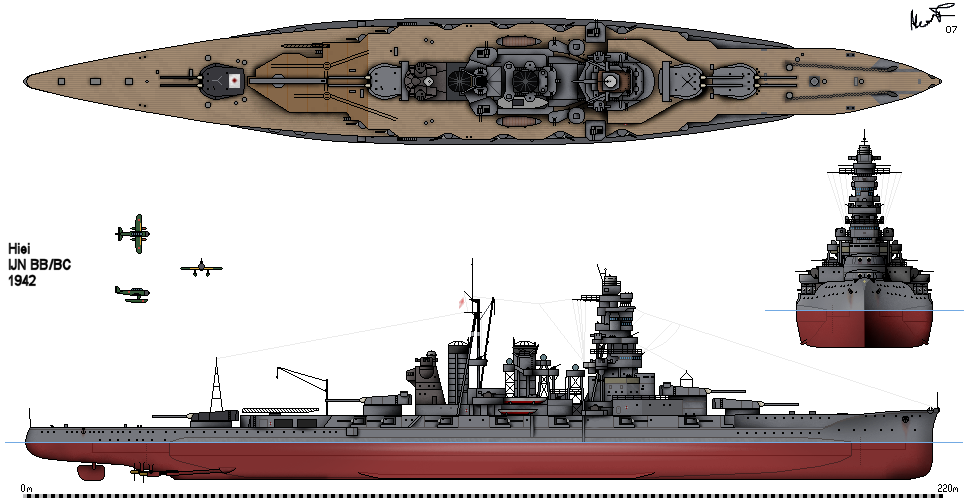
Sơ đồ chiếc Hiei vào năm 1942.

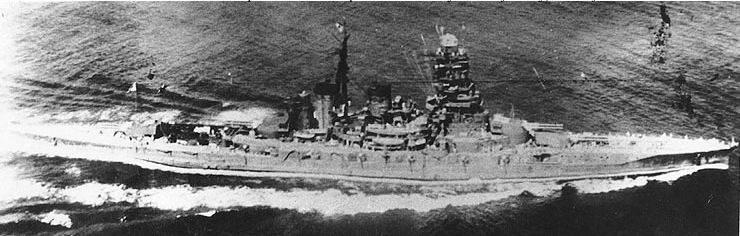
Hiei trong vịnh Tokyo, mùa Hè năm 1942.

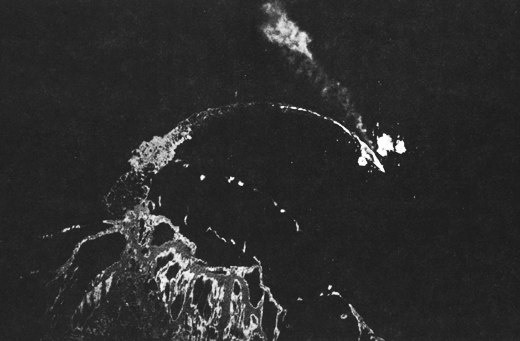
Hiei, vài giờ sau khi bị hư hại nặng trong trận hải chiến Guadalcanal, đang bị những chiếc B-17 ném bom từ tầm cao vào ngày 13 tháng 11 năm 1942. Chiếc thiết giáp hạm bị chìm vào cuối ngày.

Từ tảng sáng, nó bị tấn công liên tục bởi máy bay ném ngư lôi Grumman Avenger TBF của Thủy quân Lục chiến cất cánh từ sân bay Henderson Field; những chiếc Avenger và máy bay ném bom bổ nhào Douglas Dauntless SBD từ tàu sân bay Enterprise, và máy bay ném bom B-17 Flying Fortress của Liên đội Ném bom hạng nặng 11 của Lục quân cất cánh từ Espiritu Santo. Hiei chịu đựng tổng cộng 70 đợt tấn công khi nó tìm các rút lui, và nó tiếp tục chịu thiệt hại bởi bom và ngư lôi đến mức phải ra lệnh bỏ tàu. Cuối cùng vẫn không rõ là nó đã chìm do các đợt không kích sau cùng hay do thủy thủ đoàn tự đánh đắm, vì không có tàu chiến Nhật hay Mỹ nào chứng kiến những giây phút sau cùng của nó.

## Danh sách thuyền trưởng
- Shichitaro Takagi (sĩ quan trang bị trưởng): 20 tháng 9 năm 1913 - 4 tháng 8 năm 1914
- Shichitaro Takagi: 4 tháng 8 năm 1914 - 13 tháng 12 năm 1915
- Hiroharu Kato: 13 tháng 12 năm 1915 - 1 tháng 12 năm 1916
- Terufusa Hori: 1 tháng 12 năm 1916 - 16 tháng 7 năm 1917
- Masaki Nakamura: 16 tháng 7 năm 1917 - 1 tháng 12 năm 1917
- Shozo Kuwashima: 1 tháng 12 năm 1917 - 1 tháng 12 năm 1918
- Yasuhira Yoshikawa: 1 tháng 12 năm 1918 - 1 tháng 12 năm 1919
- Kumazo Shirane: 1 tháng 12 năm 1919 - 12 tháng 8 năm 1920
- Kikuo Matsumura: 12 tháng 8 năm 1920 - 20 tháng 11 năm 1920
- Tanetsugu Sosa: 20 tháng 11 năm 1920 - 10 tháng 11 năm 1922
- Joji Yokochi: 10 tháng 11 năm 1922 - 1 tháng 12 năm 1923
- Susumu Nakajima: 1 tháng 12 năm 1923 - 1 tháng 12 năm 1924
- Teijiro Murase: 1 tháng 12 năm 1924 - 16 tháng 6 năm 1925
- Meijiro Tachi: 16 tháng 6 năm 1925 - 20 tháng 8 năm 1926
- Ikuo Okamoto: 20 tháng 8 năm 1926 - 1 tháng 12 năm 1927
- Hiroshi Ono: 1 tháng 12 năm 1927 - 10 tháng 12 năm 1928
- Shigetarō Shimada: 10 tháng 12 năm 1928 - 30 tháng 11 năm 1929
- Jiro Ishii: 30 tháng 11 năm 1929 - 1 tháng 12 năm 1930
- Senzo Wada: 1 tháng 12 năm 1930 - 10 tháng 5 năm 1932
- Kunji Tange: 10 tháng 5 năm 1932 - 1 tháng 12 năm 1932
- Masaichi Maeda: 1 tháng 12 năm 1932 - 23 tháng 2 năm 1933
- Kenichi Sata: 23 tháng 2 năm 1933 - 15 tháng 11 năm 1933
- Shigeyoshi Inoue: 15 tháng 11 năm 1933 - 1 tháng 8 năm 1935
- Denshichi Okawachi: 1 tháng 8 năm 1935 - 1 tháng 4 năm 1936
- Ayao Inagaki: 1 tháng 4 năm 1936 - 1 tháng 12 năm 1936
- Kohei Ochi: 1 tháng 12 năm 1936 - 1 tháng 12 năm 1937
- Muneshige Aoyagi: 1 tháng 12 năm 1937 - 15 tháng 11 năm 1938
- Kumeichi Hiraoka: 15 tháng 11 năm 1938 - 15 tháng 11 năm 1939
- Kōsō Abe: 15 tháng 11 năm 1939 - 15 tháng 10 năm 1940
- Kaoru Arima: 15 tháng 10 năm 1940 - 10 tháng 9 năm 1941
- Masao Nishida: 10 tháng 9 năm 1941 - 13 tháng 11 năm 1942